# Льонець дрібний
Льонець дрібний, радіола льоновидна (Radiola linoides) — вид трав'янистих рослин родини льонові (Linaceae), поширений у Європі й розкидано зростає в гірських районах Африки.

## Опис
Однорічна рослина 5–10 см заввишки. Дрібна, гола рослина з вильчато розгалуженими стеблами і супротивними цілокраїми листками. Листки оберненояйцеподібні, яйцеподібні або еліптичні, 1.5–3 × 1–2 мм, гострі або округлі. Квітки дрібні, численні, сидять по одному в кутах розгалужень стебел і зібрані в дихазіальні напівзонтики на кінцях гілок. Чашолистки (2)3(4)-зубчасті на вершині, до 1 мм завдовжки. Пелюсток 4, білі, 1–1.5 мм завдовжки. Тичинок 8, з них 4 недорозвинені. Коробочка куляста, з 4 повними і 4 неповними перегородками, 8-насінна. Насіння гладке і блискуче, світло-коричневе. 

## Поширення
Поширений у Європі й розкидано зростає в гірських районах Африки.
В Україні вид зростає у вологих піщанистих місцях, у борах — в лісових районах і Лісостепу розсіяно; в Степу рідко (в долинах Дніпра, Самари і Сів. Донця з притоками).

## Галерея

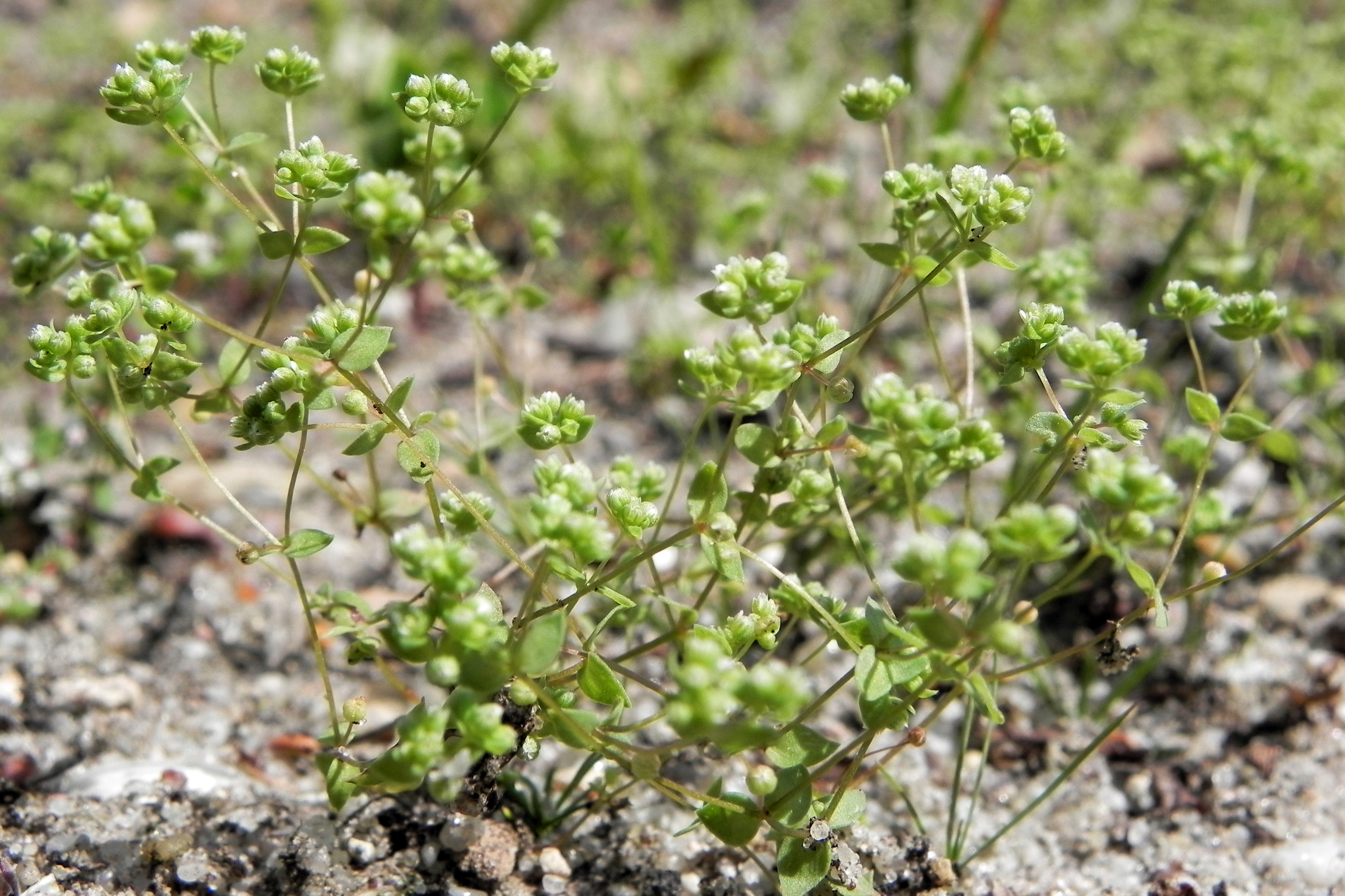
рослини
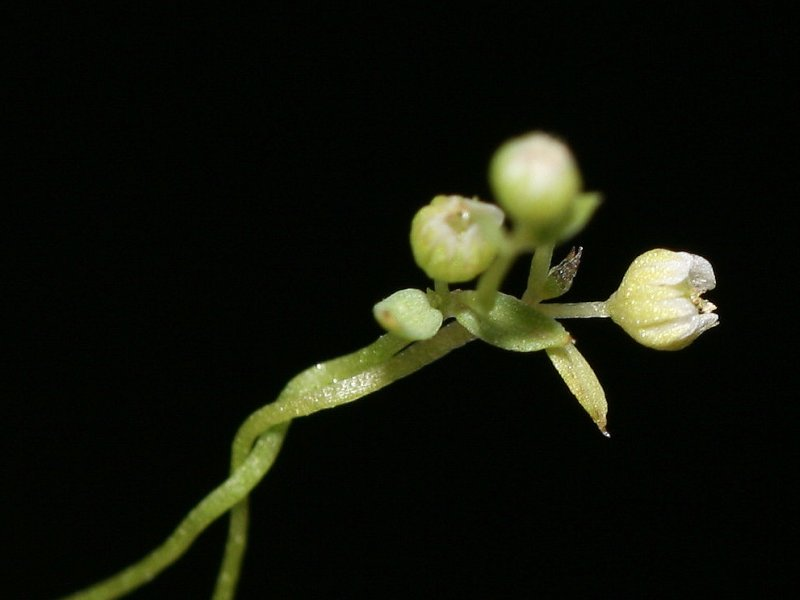
квіти
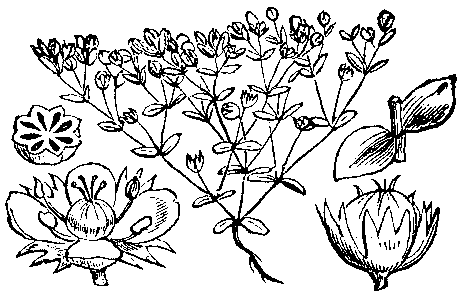
ілюстрація